# バレーボールスウェーデン男子代表
バレーボールスウェーデン男子代表は、バレーボールの国際大会で編成されるスウェーデンの男子バレーボールナショナルチームである。

## 歴史
1961年に国際バレーボール連盟へ加盟。第7回大会の1967年欧州選手権に初出場のスウェーデンは、北欧諸国ではフィンランドに次いで欧州選手権出場を果たしている。1980年代後半から1990年代初頭にかけて、1988年ソウルオリンピックに初出場を果たし、世界選手権（1990年、1994年）に出場。初の自国開催となった1989年欧州選手権では、10連覇をかけた強豪ソビエト連邦を準決勝でフルセットの末に破り、準優勝を飾った。
1990年代後半からは国際大会で目立った活躍はなく、近年は1次ラウンドから参加している欧州選手権予選も2007年予選、2009年予選ともに2次ラウンドで敗退した。FIVBランキングは長らくランク外であったが、2009年欧州選手権予選のポイント獲得により、2009年11月に105位へランクインした。

## 過去の成績

### オリンピックの成績
- 1988年 - 7位

### 世界選手権の成績
- 1990年 - 10位
- 1994年 - 13位
- 1998年 - 欧州予選敗退
- 2010年 - 欧州予選敗退

### 欧州選手権の成績
| - 1967年 - 16位 - 1971年 - 17位 - 1985年 - 9位 - 1987年 - 4位 - 1989年 - 準優勝 - 1991年 - 10位 | - 1993年 - 12位 - 2007年 - 予選敗退 - 2009年 - 予選敗退 - 2011年 - 予選敗退 |  |